# Osan

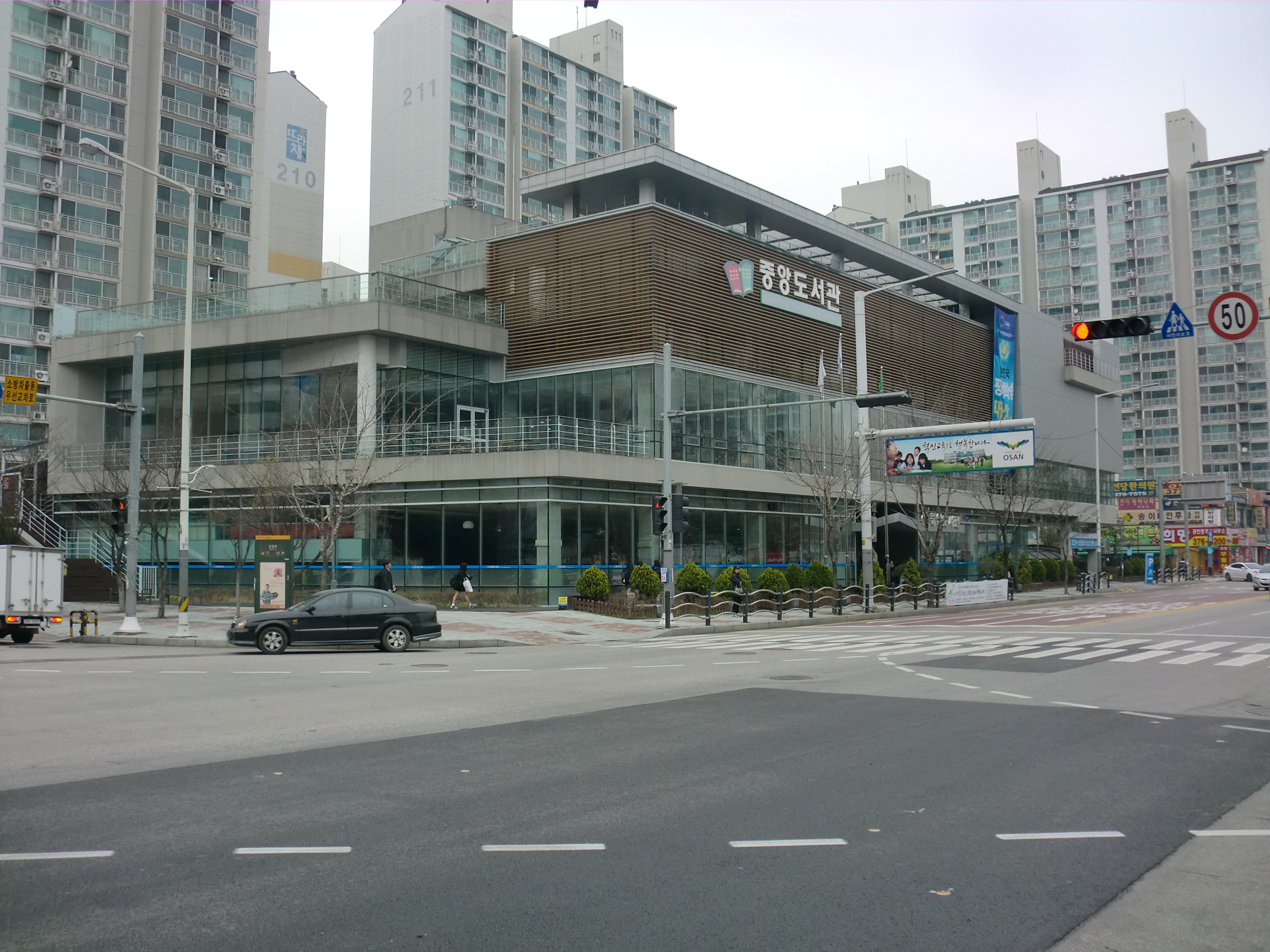
Hauptstraße in Osan

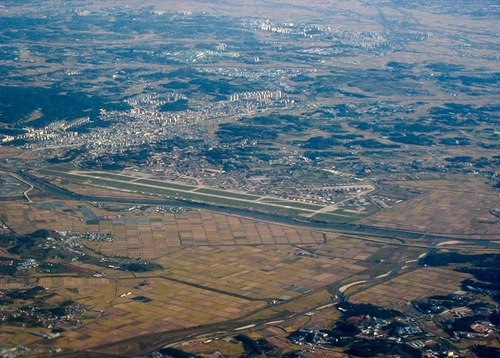
Luftbild der Luftwaffenbasis

Osan (kor. 오산시) ist eine Großstadt im Nordwesten Südkoreas.

## Geografie
Die Stadt liegt im Süden der Provinz Gyeonggi-do etwa 40 km südlich der südkoreanischen Hauptstadt Seoul. Sie hat 236.075 Einwohner (Stand: 2019). Auf der Webseite der Stadt ist die Einwohnerzahl mit einem früheren Stand mit 208.656 angegeben.
Die Stadt gliedert sich in folgende sechs dong:
- Daewon-dong (대원동) mit 66.797 Einwohnern
- Shinjang-dong (신장동) mit 54.553  Einwohnern
- Chungang-dong (중앙동) mit 28.205 Einwohnern
- Namchon-dong (남촌동) mit 22.510  Einwohnern
- Sema-dong (세마동) mit 19.346  Einwohnern
- Chopyung-dong (초평동) mit 17.155 Einwohnern

## Geschichte
Die Stadt wurde im Jahr 600 gegründet.

## Verkehr
Osan besitzt einen Bahnhof an der Bahnstrecke zwischen Seoul und Daejeon. Hier ereignete sich in der Nähe von Osan am 31. Januar 1954 ein schwerer Eisenbahnunfall: Ein Reisezug und ein leerer Wagen stießen zusammen. 57 Menschen starben, 100 wurden darüber hinaus verletzt.
Im Osten Osans verläuft in Nord-Süd-Richtung der Expressway 1 von Seoul nach Busan und im Norden der Stadt verbindet der Expressway 400 den Expressway 1 mit dem Expressway 171 und 17.

## Infrastruktur
In der Stadt befindet sich eine Universität und die Osan Air Base, ein Luftwaffenstützpunkt der United States Forces Korea.

## Schwesterstädte
- Killeen, Texas, USA
- Hidaka, Japan
- Quang Nam, Vietnam
- Ürümqi, China

Quelle:

## Söhne und Töchter der Stadt
- Kim Chul-ho (* 1961), Boxer im Superfliegengewicht